# Cantonul Montagrier
Cantonul Montagrier este un canton din arondismentul Périgueux, departamentul Dordogne, regiunea Aquitania, Franța.

## Comune
| Comune                  | Populație (1999) | Cod poștal | Cod INSEE |
| ----------------------- | ---------------- | ---------- | --------- |
| Celles                  | 559              | 24600      | 24090     |
| Chapdeuil               | 142              | 24320      | 24105     |
| Creyssac                | 89               | 24350      | 24144     |
| Douchapt                | 316              | 24350      | 24154     |
| Grand-Brassac           | 525              | 24350      | 24200     |
| Montagrier              | 500              | 24350      | 24286     |
| Paussac-et-Saint-Vivien | 441              | 24310      | 24319     |
| Saint-Just              | 126              | 24320      | 24434     |
| Saint-Victor            | 203              | 24350      | 24508     |
| Segonzac                | 208              | 24600      | 24529     |
| Tocane-Saint-Apre       | 1.687            | 24350      | 24553     |